# 木田千女
木田 千女（きだ せんじょ、1924年2月2日 - 2019年4月28日）は、日本の俳人。

## 略歴
大阪生まれ。本名・豊子。大阪府立厚生学院本科卒。1953年『京鹿子』に入会、66年俳誌『天塚』主宰、のち名誉主宰。『狩』同人。2008年句集『お閻魔』で第4回日本詩歌句協会「俳句部門」特別賞、2012年の随筆集『千女随筆集』で第9回日本詩歌句協会随筆大賞・文學の森賞受賞。

## 著書
- 『焔芯 木田千女句集』(京鹿子叢書）京鹿子社 1978
- 『十夜婆 句集』(本阿弥女流俳句叢書)本阿弥書店 1988
- 『木田千女集』(自註現代俳句シリーズ）俳人協会 1994
- 『白炎 木田千女句集』(新世紀俳句叢書)本阿弥書店 1998
- 『お閻魔 句集』角川書店 2008
- 『千女随筆集』文學の森 2012
- 『初鏡 句集』(平成の100人叢書）本阿弥書店 2014